# François Rozée d'Infreville
 (octobre 2011).
Marie Sixte François Rozée d'Infreville (31 mai 1855 - 3 décembre 1935) est un général de division français associé à la Première guerre mondiale .

## Biographie
Marie Sixte François Rozée d'Infreville est né le 31 mai 1855 à Lieury (Calvados) et meurt le 3 décembre 1935 à Lyon (Rhône).
Il est le fils d'Augustin Rozée d'Infreville (1816-1902), et de Marie-Victoire Ruinart de Bremont (1823-1876).
Il épouse Marie Barbey le 15 octobre 1884 dont 2 filles.

### Grades
- Promotion de l'Archiduc Albert Saint-Cyr 1873 - 1875 - Infanterie
- Sous-lieutenant le 1er octobre 1875
- Commandant le 6 avril 1896
- Général de brigade le 30 décembre 1911
- Général de division le 25 novembre 1915

### Postes
- À l'entrée en guerre, il commande la 49e brigade d'infanterie, IIe armée française.
- Engagé le 20 août 1914 dans la bataille de Sarrebourg.
- septembre 1914: bataille de l'Aisne puis bataille de Picardie.
- 6 octobre 1914 au 2 janvier 1917: Commande la 8e division d'infanterie
- 1re bataille de Champagne: 19 février 1915
- 2e bataille de Champagne: septembre 1915
- 5 juillet 1916: engagé dans la bataille de Verdun
- 2 janvier 1917 au 25 février 1918: commande le 31e corps d'armée
- 29 octobre 1917: Transport en Italie secteur de la Piave
- 31 juillet 1918 au 10 mars 1919: Commandant de la 17e région militaire.

## Distinctions

### Décorations françaises
- Grand-croix de la Légion d'honneur (décret du 1 octobre 1917)
  -  Commandeur de la Légion d'honneur (décret du 20 novembre 1914)
  -  Officier de la Légion d'honneur (décret du 30 décembre 1911)
  -  Chevalier de la Légion d'honneur (décret 10 juillet 1892)
- Croix de guerre 1914-1918 (1 palme)
- Médaille coloniale (agrafe Sahara)
- Médaille interalliée 1914-1918
- Médaille commémorative du Maroc (agrafe Oudja)
- Médaille commémorative de la guerre 1914-1918

### Décorations étrangères
- Grand officier de l'Ordre de la Couronne d'Italie